# Davide Aiello
Davide Aiello né à Palerme le 31 octobre 1985 est un homme politique italien, député du le Mouvement 5 étoiles. 

## Biographie
Davide Aiello réalise ses études de droit à l'Université de Palerme. Il est diplômé de l'Université de Palerme en 2016 après une thèse en droit constitutionnel sur le rôle du président de la République italienne dans la formation de gouvernement .
Il se rapproche du mouvement 5 étoiles en 2012 et devient conseiller communal de Casteldaccia près de Palerme, en 2013. Il est élu député en 2018 et est réélu en 2022. Il est réélu en 2022 avec 35,86% des voix devant la candidat de la coalition de centre-droit. Il est membre de la commission travail au parlement italien. Entre 2018 et 2022 il est membre de la commission bicamérale chargée de lutter contre la mafia.